# Michael Wiesweg
Michael Wiesweg (* 10. Dezember 1960 in Essen) ist ein deutscher Kameramann.

## Leben
Michael Wiesweg beschäftigte sich bereits während seiner Schulzeit intensiv mit Fotografie, begann nach Abitur und einjährigem Praktikum seine Ausbildung an der Staatlichen Fachschule für Optik und Fototechnik in Berlin und arbeitete seit den frühen 1980er Jahren als Kameraassistent bei Kino- und Fernsehfilmen. Seine wichtigsten Lehrer wurden die Kameraleute Konrad Kotowski und Jürgen Jürges. 1990 drehte er mit Wunderjahre von Regisseur Arend Agthe seinen ersten Spielfilm als Kameramann.
Für Regisseur Thomas Arslan fotografierte Michael Wiesweg dessen Trilogie über das Leben von Jugendlichen und jungen Erwachsenen türkischer Herkunft in Deutschland, mit der Arslan bekannt wurde. Neben den vier Staffeln der Serie Weissensee von Regisseur Friedemann Fromm drehte er u. a. mit dem israelischen Regisseur Eran Riklis dessen Spielfilme Die syrische Braut und Dancing Arabs. 2007 begann mit dem historischen Fernsehfilm Das Gelübde eine langjährige Zusammenarbeit mit Regisseur Dominik Graf. Nach diversen Fernsehproduktionen, u. a. dem Mehrteiler Im Angesicht des Verbrechens, arbeiteten beide zuletzt bei dem Kinofilm Die geliebten Schwestern und dem Fernsehfilm Hanne mit Iris Berben zusammen.
Michael Wiesweg ist Mitglied im Berufsverband Kinematografie (BVK). Er lebt mit seiner Familie in Berlin und Brandenburg.

## Filmografie (Auswahl)
- 1990: Wunderjahre
- 1993: Grüß Gott, Genosse (TV)
- 1993: Karakum
- 1996: Geschwister – Kardeşler
- 1996: Polizeiruf 110: Gefährliche Küsse
- 1996: Tatort – Krokodilwächter
- 1997: Tatort – Geld oder Leben
- 1998: Dealer
- 1998:  Polizeiruf 110 – Katz und Kater
- 1998:  Polizeiruf 110 – Live in den Tod
- 1999: Vertrauen ist alles (TV)
- 2000: Family Dog (TV)
- 2001: Der schöne Tag
- 2003: Rot und Blau
- 2003: Frau fährt, Mann schläft
- 2004: Allein
- 2004: Die syrische Braut
- 2005: Herzlichen Glückwunsch
- 2006: Ferien
- 2007: Das Gelübde (TV)
- 2008: Die Lüge
- 2008: Im Angesicht des Verbrechens (TV)
- 2009: Ganz nah bei Dir
- 2009: Bella Block: Vorsehung (TV)
- 2010: Tatort – Spargelzeit
- 2010: Weissensee (TV)
- 2011: Das unsichtbare Mädchen (TV)
- 2011: Weissensee II (TV)
- 2011: Dreileben – Komm mir nicht nach
- 2012: Bella Block: Der Fahrgast und das Mädchen
- 2012: Eine Hand wäscht die andere
- 2012: Der Heiratsschwindler und seine Frau
- 2013: Die geliebten Schwestern
- 2013: Mein Herz tanzt (Dancing Arabs)
- 2014: Tatort – Am Ende des Flurs
- 2014: Silvia S. (TV)
- 2014: Weissensee III (TV)
- 2015: Tatort – Hydra
- 2015: Silvia S. − Blinde Wut
- 2015: Die Stadt und die Macht (TV)
- 2016: Mörderische Stille (TV)
- 2016: Sommerfest
- 2016: Zwischen Himmel und Hölle
- 2017: Weissensee IV (TV)
- 2018: Hanne (TV)
- 2018: Extraklasse (TV)
- 2019: München Mord: Die Unterirdischen (TV)
- 2020: München Mord: Was vom Leben übrig bleibt (TV)
- 2020: München Mord: Ausnahmezustand (TV)
- 2020: Das Unwort (TV)
- 2021: München Mord: Der Letzte seiner Art (TV)
- 2021: Weißbier im Blut
- 2021: Geliefert (TV)
- 2021: Ein Mädchen wird vermisst (TV)
- 2022: München Mord: Schwarze Rosen (TV)
- 2023: München Mord: Damit ihr nachts ruhig schlafen könnt (TV)
- 2022: Nord bei Nordwest – Der Ring (TV)

## Auszeichnungen
- 1994: Sonderpreis der Jury beim Filmfestival Poznań für Karakum
- 2008: Deutscher Kamerapreis für Das Gelübde
- 2010: Deutscher Fernsehpreis für Im Angesicht des Verbrechens
- 2011: Grimme-Preis für Im Angesicht des Verbrechens
- 2013: Bayerischer Filmpreis für Die geliebten Schwestern